# Demografia da Costa do Marfim
A Costa do Marfim possuí uma população de 23 milhões de habitantes e uma densidade demográfica de 53 hab./km².

## Dados demográficos

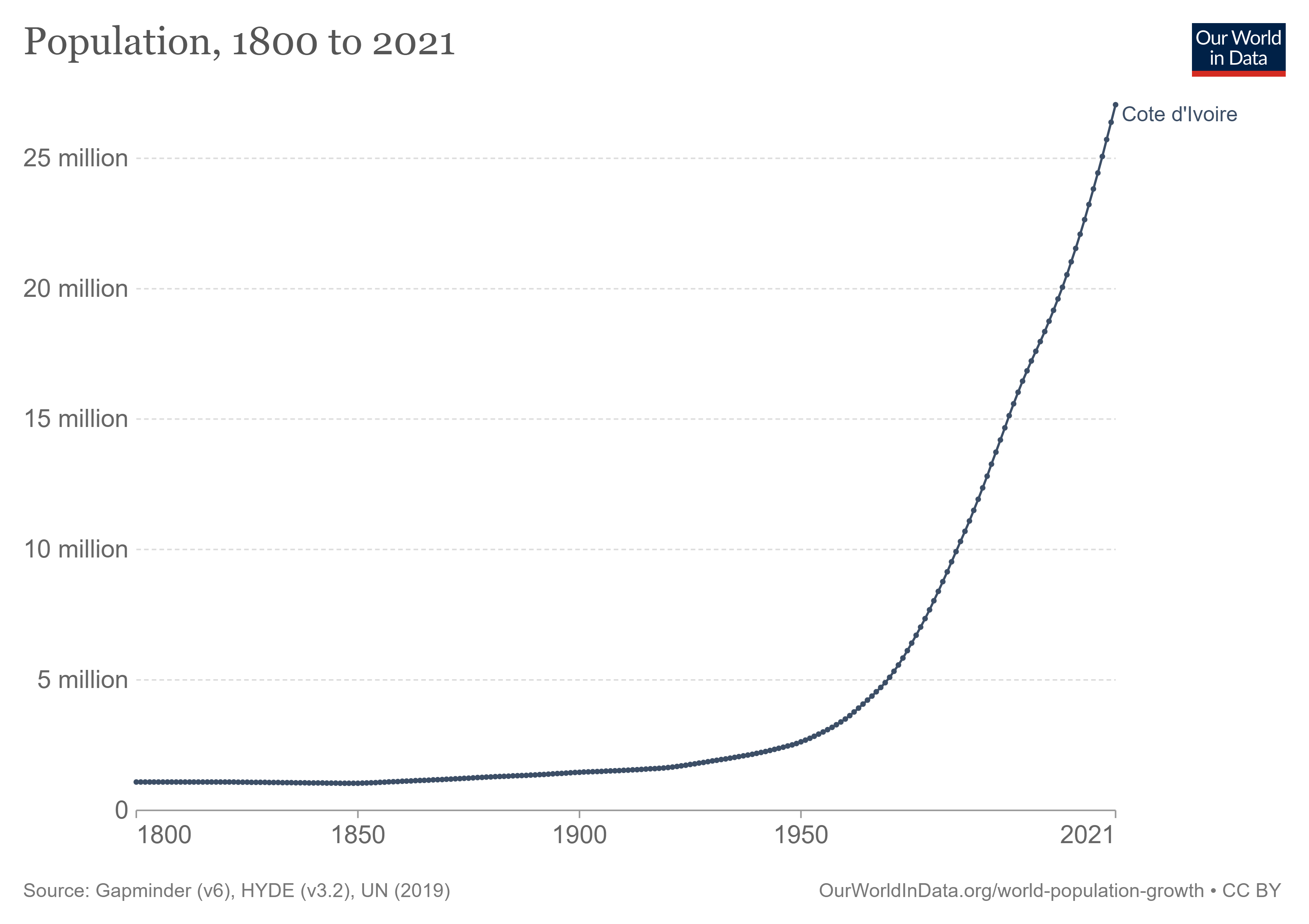
Demografia da Costa do Marfim em 2005. Número de habitantes em milhões.

População Total: 23 740 424 de habitantes, segundo a estimativa para 2018.
Expectativa de vida: Uma média de 45 anos. O índice entre os homens é de 43,7 anos e entre as mulheres 46,6 anos.
Crescimento Populacional: 2,58% ao ano.
IDH: 0,492(baixo).

## Estrutura etária
| Faixa Etária    | % da população |
| --------------- | -------------- |
| 0 a 14 anos     | 46,45%         |
| 15 a 64 anos    | 51,36%         |
| 65 anos ou mais | 2,19%          |